# アンナ・フォン・ティロル
アンナ・フォン・ティロル（ドイツ語: Anna von Tirol, 1585年10月4日 インスブルック - 1618年12月14日 ウィーン）は、神聖ローマ皇帝マティアスの皇后。

## 生涯
インスブルックで生まれた。父はオーストリア大公フェルディナント2世（皇帝フェルディナント1世とアンナ・ヤギエロの二男）、母は2番目の妻アンナ・カテリーナ・ゴンザーガ（マントヴァ公グリエルモ1世とエレオノーレ・フォン・エスターライヒの娘）。両親は伯父と姪の間柄である。1611年に従兄マティアス（当時はハンガリー王およびボヘミア王）と結婚し、ハンガリー王妃・ボヘミア王妃になった。1612年、夫の皇帝即位とともに皇后となった。
1618年、夫より3か月ほど先にウィーンで死去した。2人の間に子はなかった。カプツィーナー納骨堂に葬られている。